# Бурис
Бури́с (фр. Bourisp, окс. Borisp) — коммуна во Франции, находится в регионе Юг — Пиренеи. Департамент — Верхние Пиренеи. Входит в состав кантона Вьель-Ор. Округ коммуны — Баньер-де-Бигор.
Код INSEE коммуны — 65106.

## География
Коммуна расположена приблизительно в 690 км к югу от Парижа, в 125 км юго-западнее Тулузы, в 50 км к юго-востоку от Тарба.
Коммуна расположена в долине Ор. На севере коммуны протекает река Нест-д’Ор.

## Климат
Климат умеренно-океанический с солнечной тёплой погодой и обильными осадками на протяжении практически всего года.

## Население
Население коммуны на 2010 год составляло 152 человека.
| 1962 | 1968 | 1975 | 1982 | 1990 | 1999 | 2010 |
| ---- | ---- | ---- | ---- | ---- | ---- | ---- |
| 96   | 124  | 120  | 87   | 103  | 111  | 152  |

## Администрация
| Период | Период | Фамилия     | Партия                   | Примечания |
| ------ | ------ | ----------- | ------------------------ | ---------- |
| 1959   | 1983   | Анри Кайаве | Радикальная левая партия | сенатор    |
|        |        |             |                          |            |
| 2001   | 2020   | Жан Посис   |                          |            |

## Экономика
В 2010 году среди 101 человека трудоспособного возраста (15-64 лет) 89 были экономически активными, 12 — неактивными (показатель активности — 88,1 %, в 1999 году было 70,1 %). Из 89 активных жителей работали 84 человека (43 мужчины и 41 женщина), безработных было 5 (3 мужчин и 2 женщины). Среди 12 неактивных 7 человек были учениками или студентами, 1 — пенсионером, 4 были неактивными по другим причинам.

## Достопримечательности
- Церковь Нотр-Дам (XIII век). Исторический памятник с 1960 года[4]

## Фотогалерея
- Церковь Нотр-Дам
- Мэрия
- Фонтан-поилка
- Статуя
- Крест